# Solenobia wockii
Solenobia wockii är en fjärilsart som beskrevs av Hermann von Heinemann 1870. Solenobia wockii ingår i släktet Solenobia och familjen säckspinnare. Inga underarter finns listade i Catalogue of Life.